# Au royaume des cieux
Au royaume des cieux is een Franse dramafilm uit 1949 onder regie van Julien Duvivier.

## Verhaal
Maria wil niet ingaan op de avances van een rijke man. Daardoor komt ze terecht in een vrouwentehuis, waar ze het aan de stok krijgt met de haatdragende directrice. De geliefde van Maria heeft een ontsnappingsplan.

## Rolverdeling
| Acteur            | Personage         |
| ----------------- | ----------------- |
| Serge Reggiani    | Pierre Massot     |
| Jean Davy         | Pastoor Antonin   |
| Monique Mélinand  | Juffrouw Guérande |
| Suzy Prim         | Juffrouw Chamblas |
| Christiane Lénier | Dédée la Balafrée |
| Suzanne Cloutier  | Maria Lambert     |
| Nadine Basile     | Gaby              |
| Liliane Maigné    | Margot            |
| Colette Deréal    | Lucienne          |
| Nicole Besnard    | Anna              |
| Liliane Roger     | Rosa              |
| Renée Cosima      | Camille           |
| Sylvie Serliac    | Henriette         |
| Ludmilla Hols     | Clarisse          |
| Juliette Gréco    | Rachel            |